# Museu Etnològic de Xaló
El Museu Etnològic de Xaló és un museu que exposa una gran varietat de materials de tipus etnològic, comptant amb una diversa col·lecció de materials que reflecteixen el patrimoni cultural del municipi.
El museu va ser inaugurat el 2003. Es tracta d'un edifici de nova planta construït sobre l'antic escorxador.

## Sales
La primera sala del museu ofereix informació general sobre el municipi, de caràcter geogràfic, urbanístic i històric, amb diversos panells explicatius que expliquen els períodes històrics des de la Prehistòria fins al segle xx, centrant-se en els fets més rellevants de la història de Xaló, com l'expulsió dels moriscos i el posterior repoblament mallorquí a principis del segle xvii.
Aquesta conté la col·lecció d'etnologia, que reflecteix la vida, treball i cultura dels habitants del poble, posant especial atenció als conreus tradicionals, la vida urbana, les indústries artesanals locals.

## Altres activitats
Per altra banda, de forma puntual s'utilitza per com a sala d'exposicions temporals i organitza activitats culturals com concerts musicals, tallers didàctics o projeccions audiovisuals. A més, ofereix visites guiades pel nucli urbà i altres llocs d'interès patrimonial del poble.